# Neuvěřitelné příhody žáků Kopyta a Mňouka
Kniha Neuvěřitelné příhody žáků Kopyta a Mňouka byla poprvé vydána v roce 1973 a jejím autorem je Miloslav Švandrlík. Kniha, v níž nerozlučná dvojice prožívá různá dobrodružství, je doplněna obrázky od Jiřího Wintera Neprakty. Původní vydání má 71 stran. Příběhů je asi 98 a většinou na sebe nenavazují. Mimo Kopyta a Mňouka v knížce vystupují další postavy, jako třeba žák Bičiště a jeho otec (obuvník), pan učitel Pěnička, kastelán Štětka, hajný Breburda, nebo nadporučík a později kapitán Ošmera. Kniha je určena malým i velkým čtenářům.

## Vybrané povídky

### Oběť potoka Brumbalce
Žáci Kopyto a Mňouk se vydávají na průzkum potoka Brumbalec, jehož vody mají takový obsah minerálů, že zkamení cokoli, co do nich strčíte. Poskakují po kamenech, až objeví zkamenělého pána se zouvákem. Ten je poté odvezen vrtulníkem a vystaven na náměstí, aby se zjistilo, kdo to je. Nakonec v něm pozná starý učitel svého kolegu, který se pokoušel vyvrátit objev, že voda Brumbalce dovede měnit předměty v kámen.

### Létající talíře
Žáci Kopyto a Mňouk si spletou školního inspektora s mimozemšťanem, svážou ho a hodí ho do sklepa. Následně jdou o „mimozemšťanovi“ uvědomit ředitele školy, který v něm inspektora pozná. Žáci potom dostanou trest od rodičů.

### Případ hliněného bizona
Pan učitel Pěnička hledá archeologické památky kopáním v krajině. Kopyto s Mňoukem vymodelují bizona a nastrčí mu ho do jeho nalezišť. Je z toho hrozný poprask, bizon má jet na zkoumání do Prahy, ale ještě předtím je umístěn na chvíli do místního muzea. Žáci Kopyto a Mňouk ho odcizí a hodí do Sázavy, aby se nepřišlo na to, že to byl podfuk.

### Jak dělat dobré skutky
Žáci chtějí pomoci starému správci muzea, panu Erblovi od samoty, aby se přestal opíjet. Pošlou tedy za něj odpověď na inzerát v novinách. Jenže Erblovi nepřijde odpověď a žena se k muzeu dostaví sama. Správce Erbl o ní nic neví a nechce ji vpustit dovnitř. Žena vyrazí dveře a Erbl se před ní musí ukrýt ve starodávné truhle.

### Umělý déšť
Žák Bičiště si chce vydělat na kolo, a tak se rozhodne, že vyrobí postřik, který vyvolá umělý déšť. Pozve celou třídu na kopec a vypustí do vzduchu kapičky česneku a cibule. Místo deště se rozpláčou přítomné děti, čímž je udiven hajný Breburda, který procesí sleduje se svým psem Brokem.